# Barra Mansa
Barra Mansa är en stad och kommun i Brasilien och ligger i delstaten Rio de Janeiro. Den är belägen vid floden Paraíba do Sul och har idag praktiskt taget växt samman med den något större industristaden Volta Redonda i öster. Kommunen har cirka 180 000 invånare.

## Administrativ indelning
Kommunen är indelad i sex distrikt:
- Antônio Rocha
- Barra Mansa
- Floriano
- Nossa Senhora do Amparo
- Rialto
- Santa Rita de Cássia

## Demografi
| Område              | Areal (km²)   | Invånarantal 1 augusti 2000 | Invånarantal 1 augusti 2010 | Invånarantal 1 juli 2014 |
| ------------------- | ------------- | --------------------------- | --------------------------- | ------------------------ |
| Kommun              | 547,23        | 170 753                     | 177 813                     | 179 697                  |
| Urban befolkning    | Ingen uppgift | 165 134                     | 176 193                     | Ingen uppgift            |
| ...varav centralort | Ingen uppgift | 162 797                     | 171 405                     | Ingen uppgift            |